# Старгард
Ста́ргард (пол. Stargard, до 2016 пол. Stargard Szczeciński, нім. Stargard in Pommern, Stargard an der Ihna, лат. Stargardia) — місто і гміна в Західнопоморському воєводстві, в Старгардському повіті, над річкою Іною.

## Краєзнавча довідка
За населенням — третє місто воєводства. Це одне з найстаріших міст у Польщі — перші оселі постали в VI столітті. Найстаріше (разом зі Щецином) місто на Помор'і, міські права отримало в 1243 році. Розвитку міста сприяло те, що воно розташоване на торгових шляхах, що вели із Сантока до Воліна та зі Щецина до Колобжегу. Місто — осідок Старгардського повіту і Гміни. Разом з містами: Щецин, Свіноуйсьце, Голенюв і Грифіно становить Щецинську агломерацію.
Станція Старгард однією з найважливіших вузлових станцій на Помор'ї. Тут залізниця зі Щецина розходиться: направо — до Варшави, наліво — на Гдиню і Гданськ.
Населення — 69 255 мешканців (2014).

## Історія назви

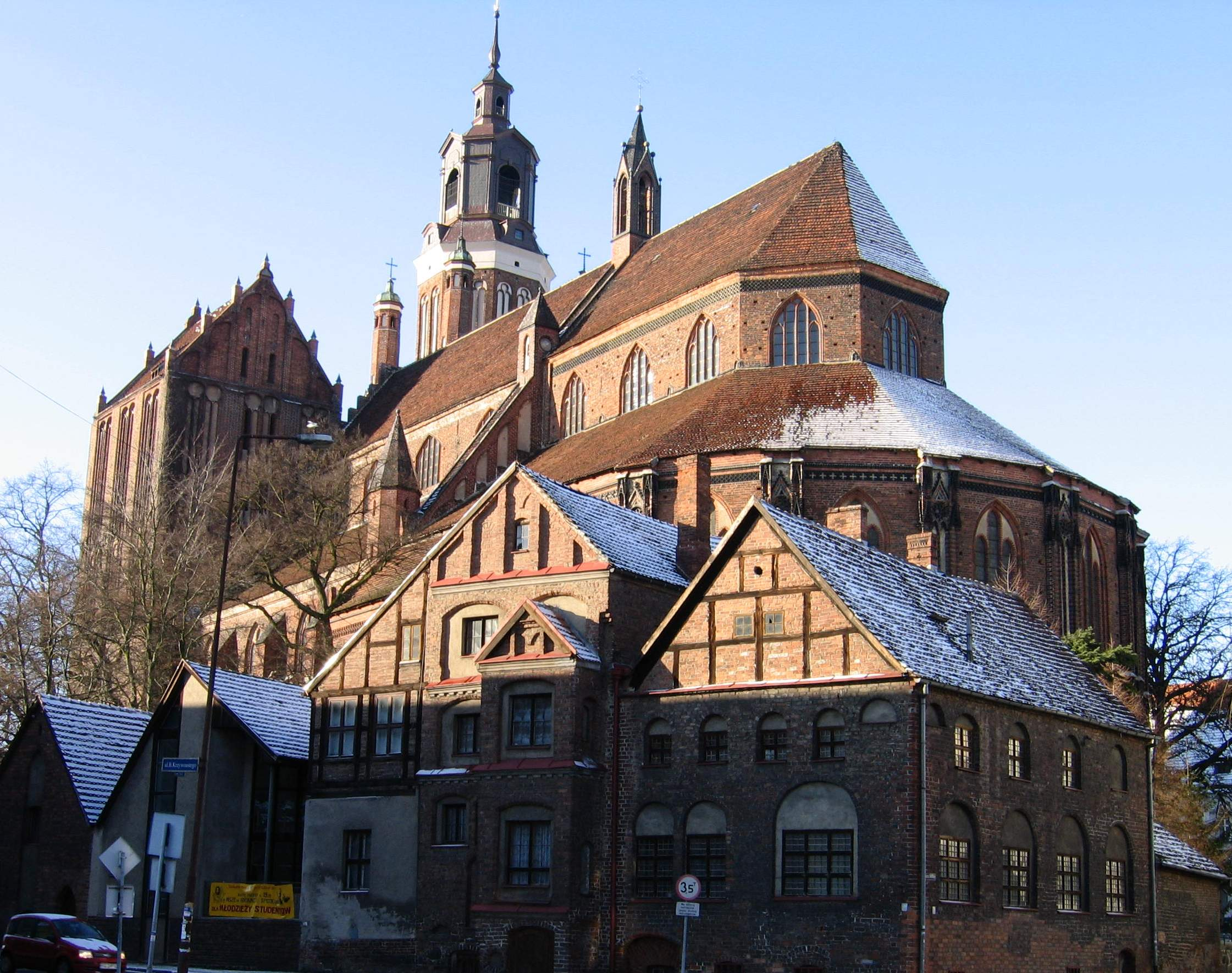
Старгардська колегіата з церквою Святої Марії

Впродовж майже дев'яти століть назва міста часто змінювалася. Назва Старгард — безсумнівно слов'янська і становить характерну для поморської мови форму назви «старе городище, старе місто» та виступає під різним виглядом у всій слов'янщині. Назва є з'єднанням слів «старий» і «грод» (пол. gród), тобто означає старе місто (старе городище).
Інакше назву міста пояснює Стампа. Він вважає, що назва Старгард походить з данської мови і означає stam (зірка) і gate (брама) — Зіркова брама. Його тезу можуть підтверджувати середньовічні монети і печатки Старгарду. На монетах з тринадцятого століття знаходяться брама з однією вежею та трьома зірками, в яких по шість виступів, а на пізніших монетах — брама з трьома вежами і зірка в переході під брамою. Перша печатка Старгарду, яка досі збереглася (з XIV століття), також представляє зображення відоме з ранішніх монет.
Перша згадка про Старгард — з 1124 року, коли літописець Еббо, який описував місію св. Оттона з Бамбергу, згадував його перебування в місті Castro Zitarigroda. Наступна згадка — з 1140 року, коли Castro Stargrod був названим в папській буллі Папи Римського Іннокентія ІІ, як місто, що з того часу має належати Волінському єпископству.
Пізніше місту надавали різні форми назви: Stargard (1186, 1283, 1229, 1248, 1550, 1633, 1654, 1780, 1817, 1918, 1923, 1951), Stergard (1187), Starogard (1188, 1240), Starigart (1217), Ztaregard (1220), Staregarde (1234), Staregrod (1238), Stargardt (1248, 1618, na карті Лубінуса), Stargardia (1328), Nova Stargardia, Starigradum, Neu Stargarde (нім. Новий Старгард) (1459), Neu-Stargard an der Ihna (нім. Новий Старгард над Іною) (1724), Stargardt auf der Ihna (нім. Старгард над Іною) (1605), Stargard auf der Ina (1683), Neustargard (нім. Новий Старгард 1837), Pommersch Stargart (нім. Поморський Старгард 1890). До кінця Другої світової війни місто називалося Stargard in Pommern (нім. Старгард на Поморі) або Stargard an der Ihna (Старгард над Іною).
Перша назва міста після Другої світової війни — Starogród (Старогруд), а наступна — Старогард над Іною. В 1946 року місто офіційно назвали Старгард. В 1950 року знов змінили його назву, і місто досі офіційно називається Старгард Щециньський. В 1999 року, Товариство Друзів Старгарду почало кампанію, метою якої було усунути з назви міста прикметник «Щециньський», аргументуючи це, зокрема, тим, що нова назва полегшить іноземцям її вимову, а також підвищить рівень асоціації жителів з містом. Проте, Міністерство внутрішніх справ, через деякі обставини, не погодилося на зміну назви міста.
Таким чином, Старгард залишався найбільшим містом в Польщі та одним з найбільших у світі, в якого назві є уточнюючий член з назвою іншого міста. Назву змінено на Старгард лише 1 січня 2016 року.

## Історія міста

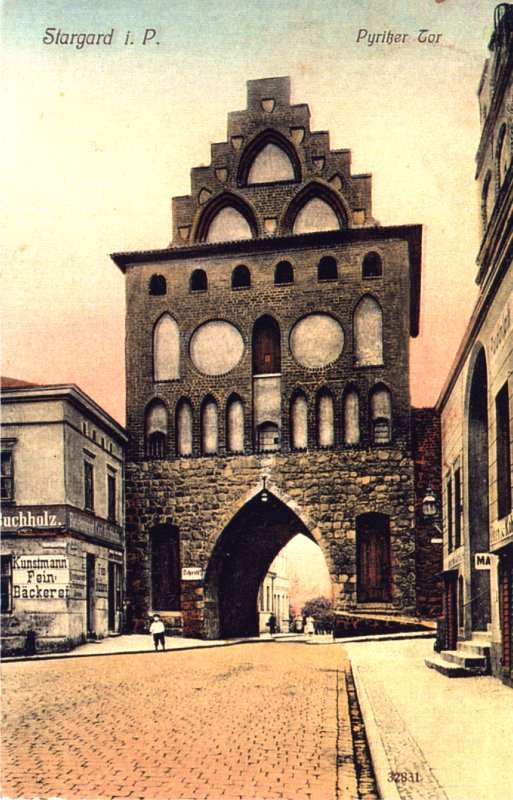
Пижицька брама, листівка близько 1920 року

Початки Старгарду — це VIII—IX століття, коли один кілометр на південь від сьогоднішнього центру міста, в закруті річки Іни, постало і розвинулося городище Осетно. Проте, справжній розвиток міста — це Х-ХІІ століття. Місто розвивалося завдяки тому, що було розташованим на перехресті важливих торгових шляхів. Також важливу роль в розвитку міста відіграла річка Іна. На річці був порт і транспортували нею товари (особливо збіжжя) з міста до моря та дальше — до інших країн.
Перша згадка про місто походить з 1124 року. В 1186 року поморський князь Богуслав І поселив у місті Орден Іоаннітів. Вони побудували монастир та каплицю, яку потім перебудували на костел святого Яна. В 1199 році князь Казимир ІІ поселив тут Орден Августинців.
В 1243 році князь Барним ІІ надав місту магдебурзьке міське право, 150 ланів землі, право ловити рибу на Балтійському морі, транспортувати товари річкою, а також вирубувати дерева у князівських лісах. В 1290 році завершено будову Міської ратуші. В 1292 році Старгард отримав любецьке міське право і завдяки тому місто стало ще більш розвиватися. В тому ж році почалася будова Маріацького костелу. В 1295 році вирішено огородити місто кам'яно-цегляним муром.
З XIV століття почався ще більший прогрес міста, яке стало одним з найбагатших на цілому Поморі. В 1367 році Старгард приєднався до унії вільних ганзейських міст — так званої Ганзи. В 1380 році почалася розбудова і перебудова Маріацького костелу, оскільки багаті жителі ствердили, що місто повинно мати більш репрезентативний костел, який буде відображати багатство Старгарду. Завдяки тому в місті досі стоїть костел, якого вважають однією з найкрасивіших готичних будівель в Польщі та на Поморі. В давніх часах Старгард називали містом веж. Їх висота була характерною для міста, яке називали також Старгард-Найвищий.

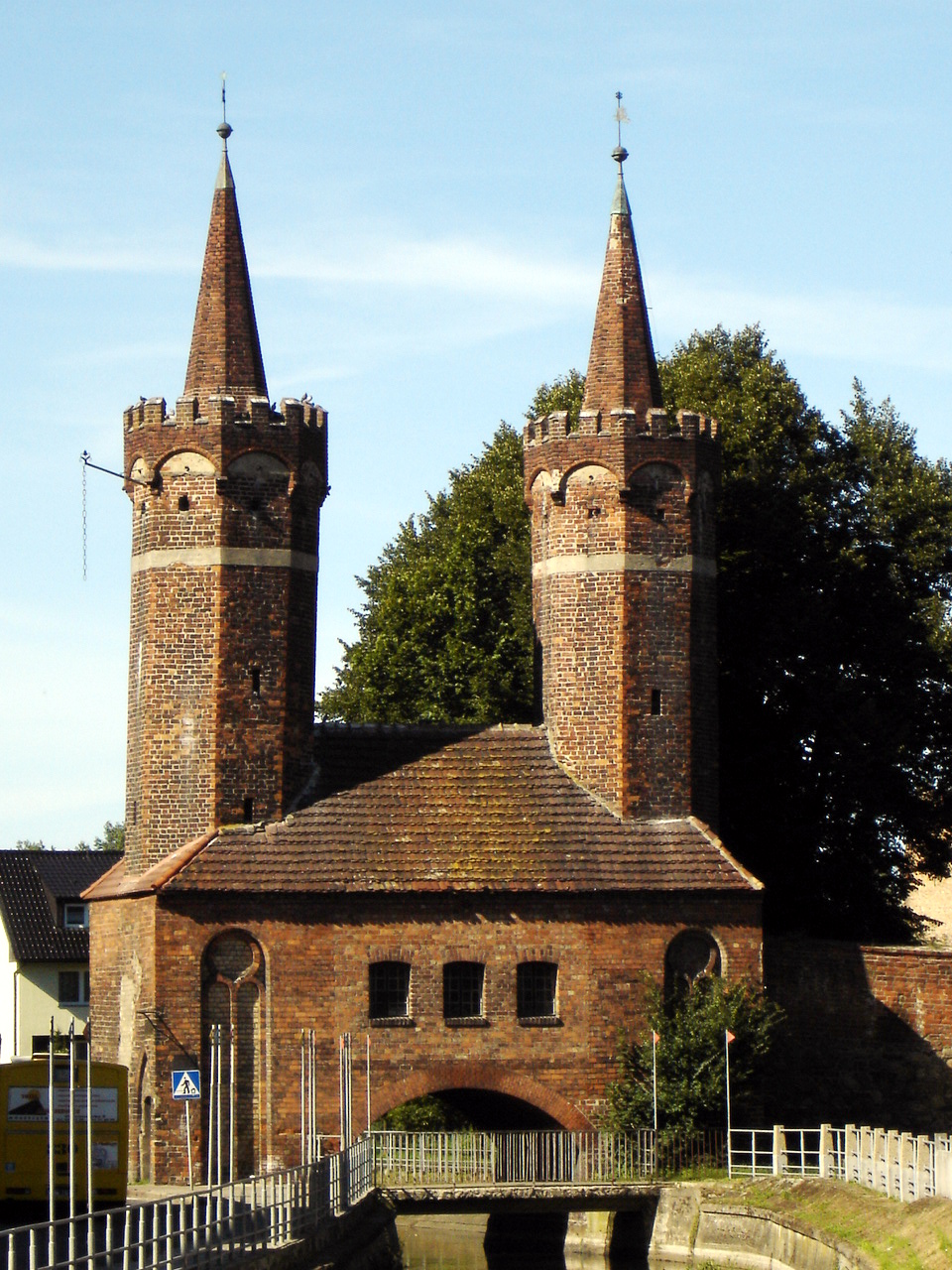
Брама Mлинська одна з двох водних брам в Європі.

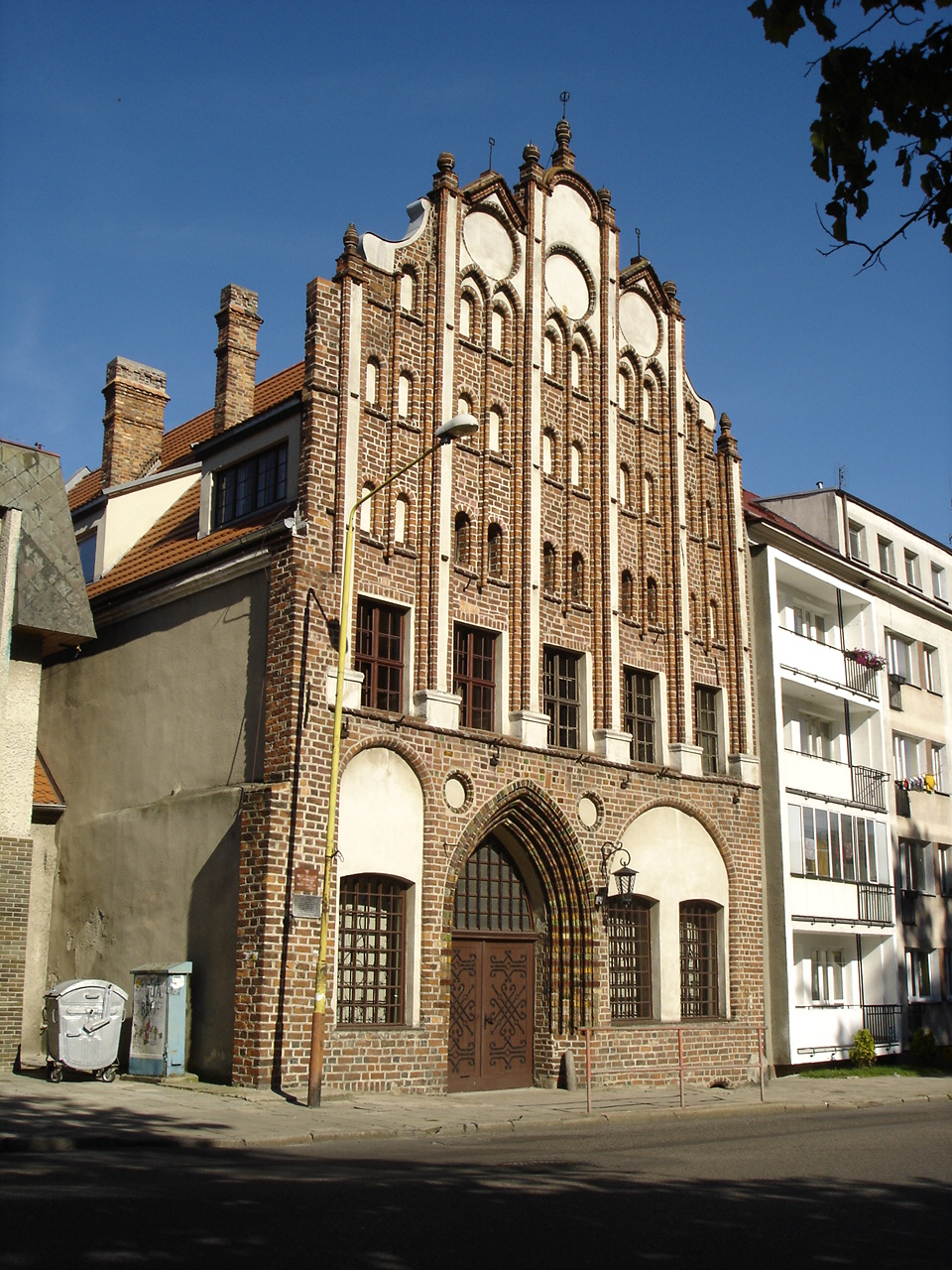
Старгардська готична кам'яниця XV сторіччя

В XV і XVI століттях, підвищили оборонні мури та побудували 4 брами, 9 башт і 45 бастей. В 1454 році почалася, так звана, торгова війна поміж Старгардом і Щеціном. Міста боролися про можливість транспорту товарів Іною. Війна закінчилася в 1464 році. На знак миру, в селі Кобилянка, що знаходиться поміж Старгардом і Щеціном, жителі міст посадили липи, які збереглися досі.
В 1540 році, в пожежі згоріло багато будинків, в тому числі ратуша, яку відновили в 1568 році. Наступна пожежа, в 1584 році, знищила 487 будинків. Зберігся лише костел св. Яна та кілька домів, що знаходилися біля нього. В 1618 році, в Старгарді жило 12 000 людей. Того ж року почалася Тридцятирічна війна. Під час війни, внаслідок голоду, пожеж і хвороб місто втратило 90 % своїх мешканців. В 1630 році до міста увійшли шведські війська. В 1633 році, з ініціативи тодішнього мера міста Петера Гроенінга заведено Collegium Groensngianum — школу для бідних, але здібних. В 1665 році, наступна велика пожежа знищила майже ціле місто разом з Маріацьким костелом. Після закінчення тридцятирічної війни, в 1648 році, Старгард опинився в межах Бранденбургу, а з 1701 року в Прусському королівстві. В 1714 році прусський король надав викладачам Collegium Groensngianum звання королівських професорів.
В XVIII і XIX століттях було багато воєн, які залишали свої наслідки в Старгарді. В Семирічній війні його знищили росіяни, а в 1806—1812 роках через місто часто переходили війська Наполеона Бонапарта.
Після Віденського конгресу настав спокій, який тривав більше ста років. Завдяки тому Старгард знов став розвиватися. В 1845 побудували нову дорогу до міста Бидгощ. В 1846 до Старгарду проведено перше залізничне сполучення зі Щеціном. 1 травня 1846 року до Старгардського вокзалу під'їхав перший поїзд. В 1848 році залізничну колію продовжили до Познані. З 1859 року Старгард став залізничним вузлом. Того ж року дійсним стало залізничне сполучення з Кошаліном, а в 1892 з Пижице і Костшином.
Розвиток залізниці вплинув на збільшення промисловості та подальший прогрес Старгарду, хоч трагічні події увесь час не оминали міста (наприклад, епідемія холери в 1849 році). В 1856 році утворили газовий завод, а в 1859 році Ремонтну Майстерню Залізничних Машин. В 1870 році побудували шпиталь, а на дев'ять років пізніше другий. В 1890 році постав електричний розподільний щит, а в 1897 році в Старгарді були вже дійсними водопровід і каналізація.

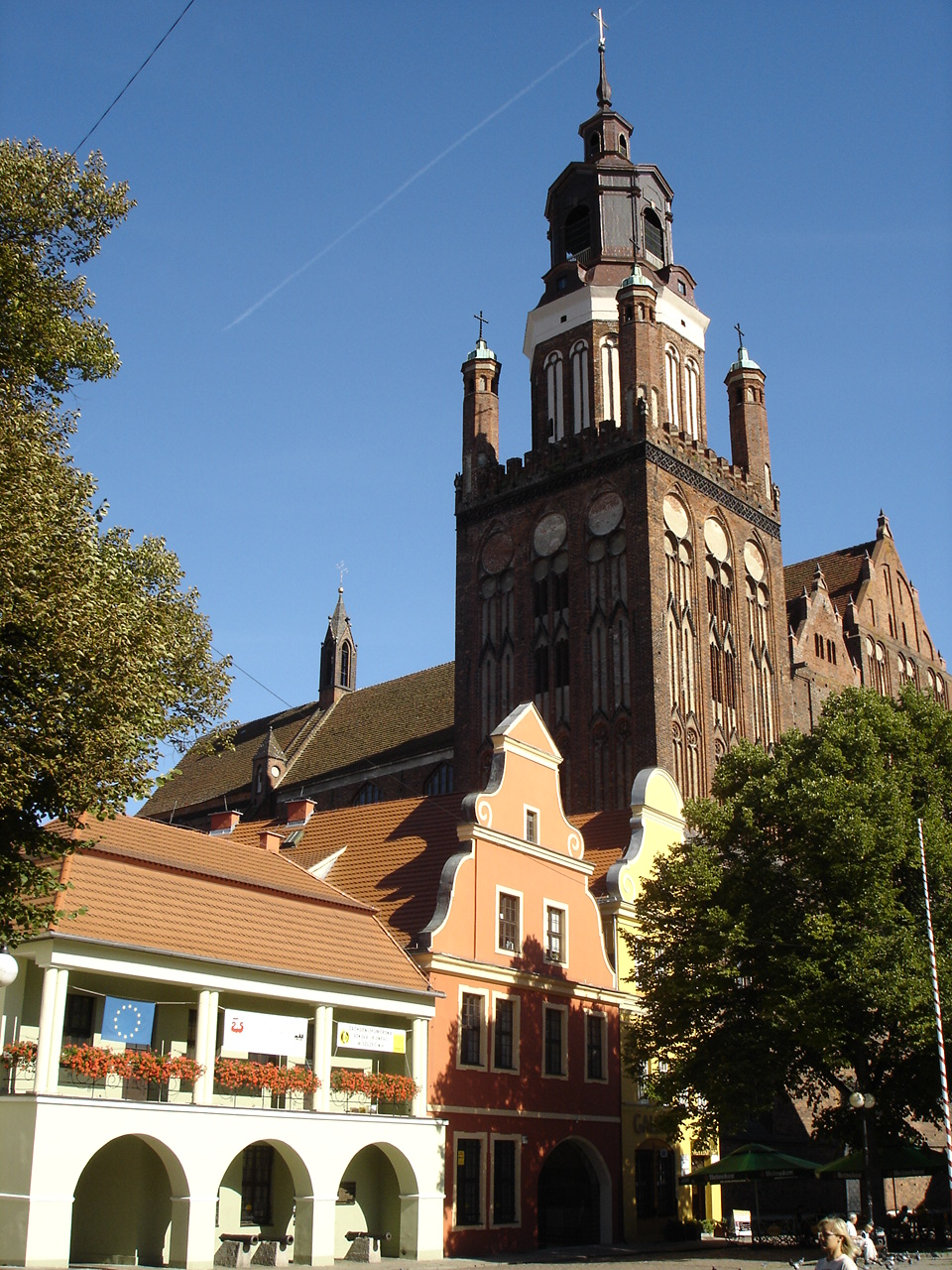
Церква Святої Марії на ринку

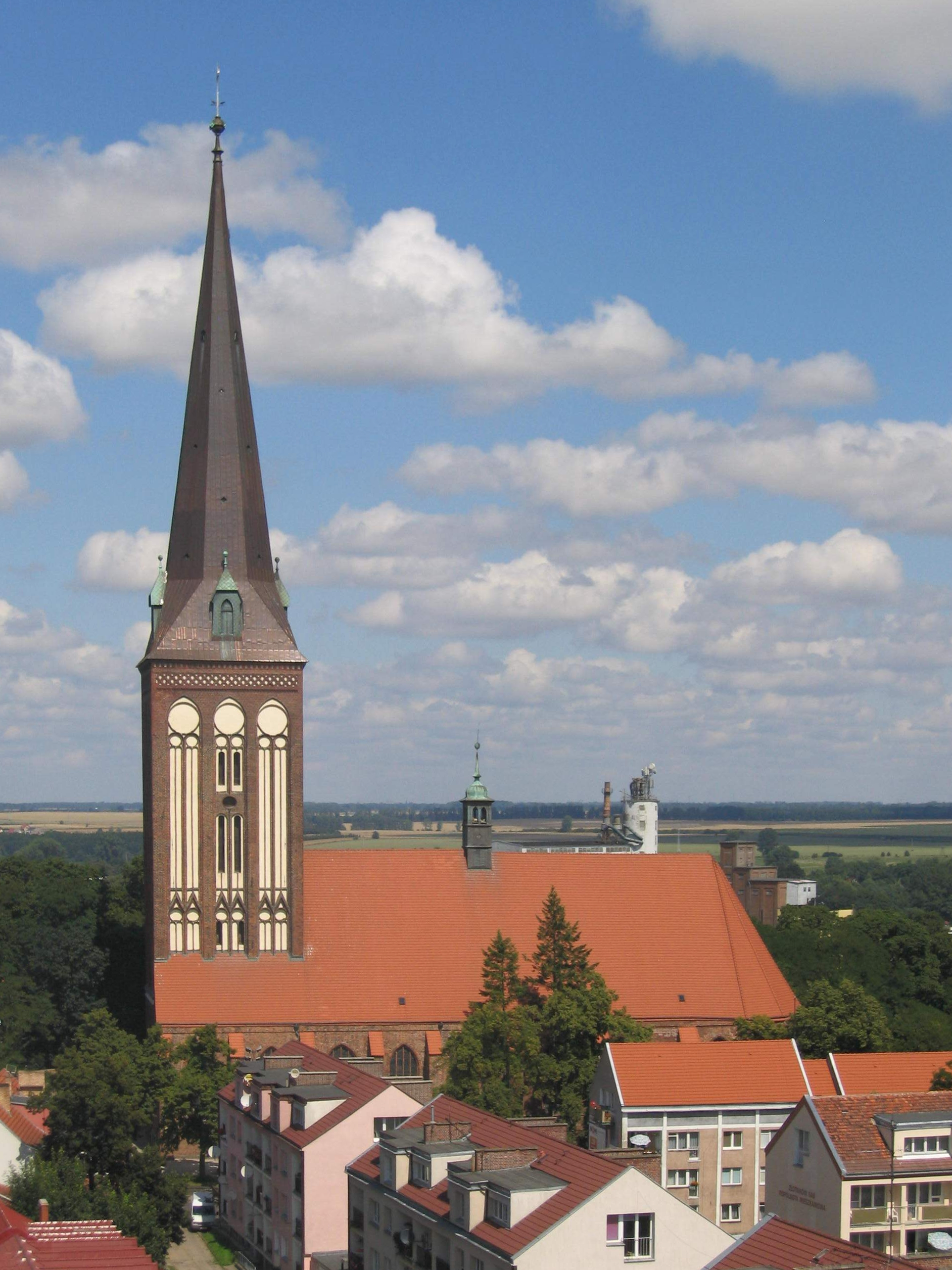
Церква Святого Яна

В 1901 році Старгард став міським повітом, у зв'язку з тим побудували великий будинок Повітової ради. В 1901—1911 роках архітектор Денеке провів ремонт Маріацького костелу та повернув йому колишню величність. На поновлене посвячення костелу, в 1911 році, до Старгарду приїхав кайзер Німеччини та король Пруссії Вільгельм II Гогенцоллерн і його дружина Августа Вікторія.
Період з початку XX століття до Першої світової війни був часом посиленої розбудови міста. Тоді постало багато нових шкіл, шпиталів, житлових будинків.
Під час Першої світової війни в Старгарді знаходився міжнародний табір військовополонених. Сьогодні пам’ яткою його існування є Воєнне кладовище, на якому похоронені жертви війни різних національностей та релігій. Після війни місто в короткому часі господарчо піднялося. В 1925 році провели регуляцію русла річки, побудували плавальний басейн. Населення Старгарду в 1939 році — 39 760 жителів.
В 1943 році відбулося святкування 700 річниці міста, проте, через війну воно було дуже скромним. Вночі 21 лютого 1945 року війська антигітлерівської коаліції влаштували місту повітряну атаку на залізничний вузол, летовище в містечку Ключево неподалік Старгарду, завод ракет Фау-2 біля озера Мєдвє (7 кілометрів від Старгарду), а також на промислові будинки. 5 березня радянські війська здобули Старгард та майже повністю його знищили (близько 72 % будинків). Росіяни виселили німецьких жителів міста, а 23 березня 1945 року в місті заведено польську владу. В 1947 році під час Акції «Вісла» до Старгарду та на його околиці депортували українців — лемків та бойків.
В 1950 році у місті жило 20 700 людей, хоч не почали ще його підводити з руїн. Аж у 1957 році побудували три перші житлові будинки, одночасно починаючи будову нового мікрорайону, який назвали Тисячоліття. Того ж року почали усувати руїни Старого Міста, а в 1960 році в цій старовинній частині міста постали нові будинки. На рік пізніше підвели з руїн Міську ратушу і Маріацький костел. В 1961 році приєднали до Старгарду містечко Ключево. В 60-х роках почався більший розвиток міста. Побудували нові мікрорайони — Старе Місто і Коперника (з 1960), Захід (з 1975), Жеромського (з 1984), Літнє (1985) та Пижицьке (1988).
В 1993 році місто святкувало 750 річницю надання міського права. Того ж року до міста приєднали військове летовище в Ключеві, а також тамтешній мікрорайон, де з 1945 року перебували радянські війська. В 2009 році концерн Бріджстоун (Bridgestone) побудував у Старгарді завод виробництва шин.

## Українці в Старогарді
В місті проживає українська громада, що походить від депортованих в рамках акції «Вісла». В місті діє Коло Об'єднання українців в Польщі, а також українська греко-католицька парафія св. Йосафата. Початково парафія розміщувалася за адресою Os. 1000-lecia 1A. Богослужіння тимчасово велися в римсько-католицькому костелі св. Духа. В 2012 році місцеві українці завершили будову і освятили церкву св. Йосафата по вул. Młyńska 36.
Діє домівка кола ОУП по вул. Konopnickiej 16.
Після початку повномасштабної агресії Росії проти України українці Старогарду організували допомогу біженцям. При цьому речі для допомоги збирали в українській церкві, на складу по вул. Pierwszej Brygady 35. В будинку Будинок по вул. Bolesława Limanowskiego 24 проживало 35 українських біженців. На знак солідарності з Маріуполем перед будинком молодіжного дому культури в місті було виконано напис «Діти».

## Клімат
Помірно вологий клімат, з середньою річною температурою повітря 9,01° С (мінімальна літня температура в липні становить 17,9 °C, а взимку в січні −1,3 °C). Середнє число опадів на місяць становить 46 мм, а кількість дощових днів у році 181. Середнє число днів зі сніговим покривом становить 40, довжина вегетаційного періоду становить 220 днів. Місто є одним з міст з найвищою середньою річною температурою. У липні 2010 року зареєстровано 12 днів з температурами 30-35° С, і 1 день (12.07) з температурою від 36° С.
| Клімат міста Старгард-Щецинський                                     | Клімат міста Старгард-Щецинський | Клімат міста Старгард-Щецинський | Клімат міста Старгард-Щецинський | Клімат міста Старгард-Щецинський | Клімат міста Старгард-Щецинський | Клімат міста Старгард-Щецинський | Клімат міста Старгард-Щецинський | Клімат міста Старгард-Щецинський | Клімат міста Старгард-Щецинський | Клімат міста Старгард-Щецинський | Клімат міста Старгард-Щецинський | Клімат міста Старгард-Щецинський | Клімат міста Старгард-Щецинський |
| Показник                                                             | Січ.                             | Лют.                             | Бер.                             | Квіт.                            | Трав.                            | Черв.                            | Лип.                             | Серп.                            | Вер.                             | Жовт.                            | Лист.                            | Груд.                            | Рік                              |
| Середня температура, °C                                              | −0,46                            | 0,35                             | 3,28                             | 8,36                             | 13,79                            | 16,69                            | 19,09                            | 19,03                            | 14,24                            | 9,68                             | 3,61                             | 0,41                             | 9,01                             |
| Норма опадів, мм                                                     | 38                               | 29                               | 32                               | 38                               | 51                               | 62                               | 71                               | 60                               | 52                               | 43                               | 47                               | 46                               | 569                              |
| -------------------------------------------------------------------- | -------------------------------- | -------------------------------- | -------------------------------- | -------------------------------- | -------------------------------- | -------------------------------- | -------------------------------- | -------------------------------- | -------------------------------- | -------------------------------- | -------------------------------- | -------------------------------- | -------------------------------- |
| Джерело: http://www.gaisma.com/en/location/stargard-szczecinski.html |                                  |                                  |                                  |                                  |                                  |                                  |                                  |                                  |                                  |                                  |                                  |                                  |                                  |

## Демографія
Демографічна структура станом на 31 березня 2011 року:
|          | Загалом | Допрацездатний вік | Працездатний вік | Постпрацездатний вік |
| -------- | ------- | ------------------ | ---------------- | -------------------- |
| Чоловіки | 33706   | 6275               | 24238            | 3193                 |
| Жінки    | 36260   | 5907               | 22434            | 7919                 |
| Разом    | 69966   | 12182              | 46672            | 11112                |

## Міста-побратими
- Штральзунд, Німеччина (1992)
- Wijchen, Нідерланди (1992)
- Ельмсгорн, Німеччина (1993)
- Салдус, Латвія (1993)
- Слагельсе, Данія (1993)